# Линн, Мики
Мики Линн (англ. Micky Lynn, род. 10 марта 1973, Энглвуд, Нью-Джерси) — американская порноактриса, член Залов славы AVN и XRCO.

## Биография
Родилась 10 марта 1973 года в Энглвуде. Дебютировала в порноиндустрии в 1992 году, в возрасте 19 лет. Вначале снималась в любительском хардкорном порно, таком как Uncle Roy’s Amateur Videos, затем переехала в Лос-Анджелес и заключила контракт с Джимом Саутом в World Modeling. Снялась более чем в 200 порнофильмах. Выступала в качестве гостя в «Шоу Говарда Стерна». Снималась для популярных мужских журналов, таких как Swank, Fox, Orgy, Chic, Hawk и Hustler.
В 2002 году ушла из порноиндустрии и стала президентом своей собственной компании Micky Lynn’s Sinsational Boutique. Является свингером.
В 2018 году включена в зал славы XRCO, в 2019 — в зал славы AVN.

## Награды и номинации
- 2018 — Зал славы XRCO[4]
- 2019 — Зал славы AVN[5][3]

## Личная жизнь
Является матерью. На 2007 год проживала в Роял Палм Бич, Флорида.